# NGC 6062
NGC 6062 is een balkspiraalstelsel in het sterrenbeeld Hercules. Het hemelobject werd op 20 juni 1884 ontdekt door de Franse astronoom Édouard Jean-Marie Stephan.

## Synoniemen
- UGC 10202
- MCG 3-41-125
- ZWG 108.148
- PGC 57145